# HC Kometa Brno

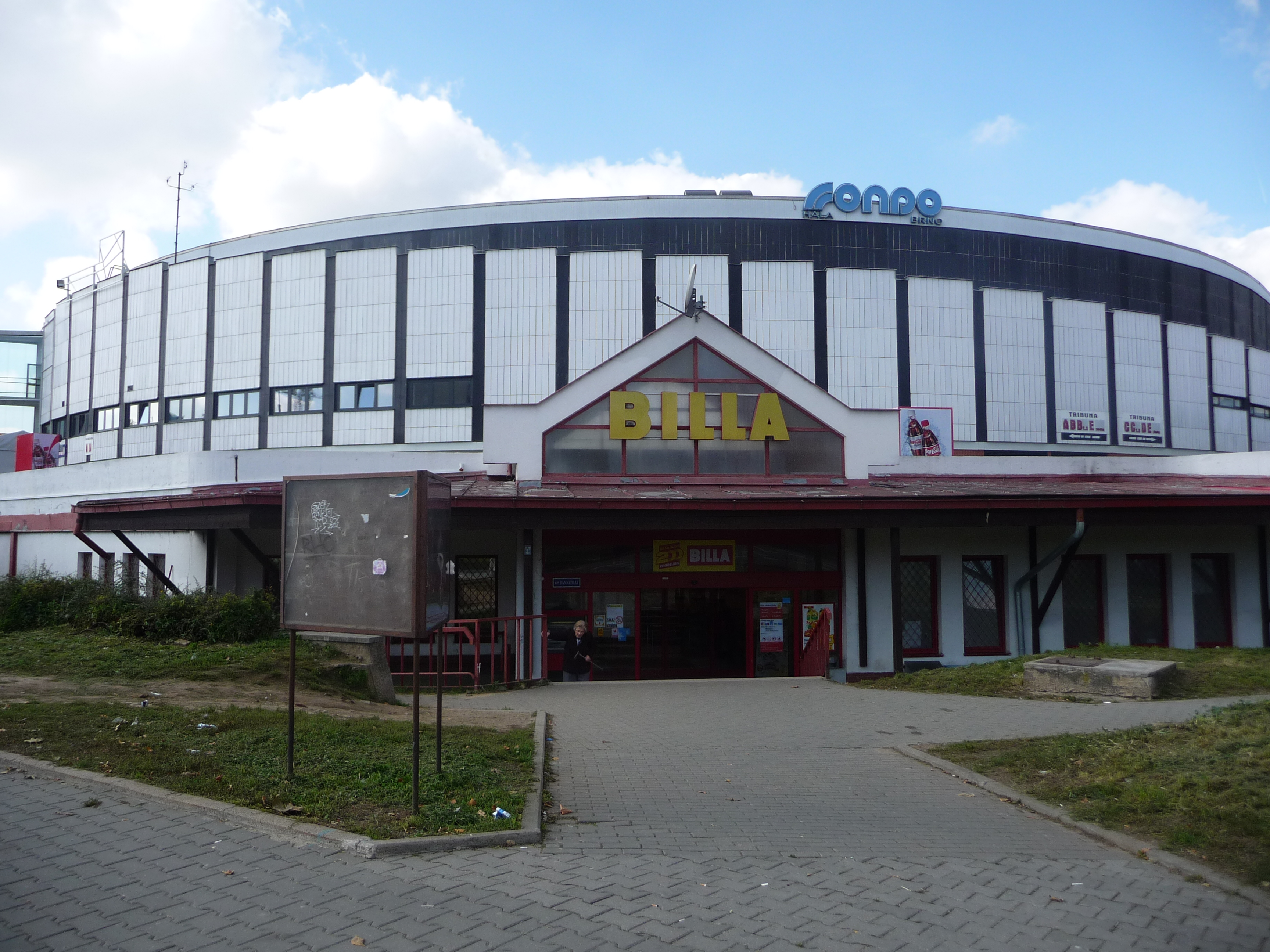
Hala Rondo

HC Kometa Brno – czeski klub hokejowy z siedzibą w Brnie.
Po wykupieniu licencji drużyny Znojemští Orli klub przystąpił od sezonu 2009/2010 do rozgrywek czeskiej Tipsport Extraliga i zajął w niej 11. miejsce. Wcześniej uczestniczył w sezonie 1995/96.

## Sukcesy
- Złoty medal mistrzostw Czechosłowacji (11 razy): 1955, 1956, 1957, 1958, 1960, 1961, 1962, 1963, 1964, 1965, 1966
- Złoty medal mistrzostw Czech (2 razy): 2017, 2018
- Srebrny medal mistrzostw Czech (2 razy): 2012, 2014
- Brązowy medal mistrzostw Czech (1 raz): 2015
- Puchar Spenglera (1 raz): 1955
- Puchar Europy (3 razy): 1966, 1967, 1968
- Mistrzostwo 1. ligi (1 raz): 1995
- Tipsport Hockey Cup (1 raz): 2008

## Dotychczasowe nazwy
- Rudá Hvězda Brno (1953−1962)
- TJ ZKL Brno (1962−1968)
- Zetor Brno (1968−1992)
- HC Královopolská Brno (1992−1994)
- HC Kometa Brno (od 1994)